# Byłgarka
Bułgarka (bułg. Българка – Byłgarka) – schronisko turystyczne w Starej Płaninie w Bułgarii.

## Opis i położenie
Znajduje się na Przełęczy Trewneńskiej. Jest to murowany trzykondygnacyjny budynek o pojemności 52 miejsc. Ma dostęp do wody bieżącej, prądu; ogrzewany jest na centralne ogrzewanie. Jest kuchnia turystyczna i jadalnia. Schronisko jest na trasie europejskiego długodystansowego szlaku pieszego E3 ( Kom - Emine).
Sąsiednie obiekty turystyczne:
- w sąsiedztwie – Wikanata skała (atrakcja przyrodnicza)
- schronisko Izwora – 3,5 km szosą
- schronisko Mładost – 3 godz.
- schronisko Buzłudża – 3,45 godz.
- schronisko Iwajło – 20 min.
- schronisko Armeec – 25 min.
- schronisko Płaninec – 35 godz.

Punkty wyjściowe:
- dworzec kolejowy w Krystcu – 1,45 godz. pieszo bezpośrednim szlakiem (7 km szosą)
- Płaczkowci – 17 km szosą
- Mygliż – 28,5 km szosą